# Chris Dickerson
Chris Dickerson (Montgomery, 25 agosto 1939 – Fort Lauderdale, 23 dicembre 2021) è stato un culturista statunitense che nel 1982 ha vinto il titolo di Mister Olympia.

## Biografia
Figlio dell'avvocatessa Mahala Ashley Dickerson, Henry Christopher Dickerson era il terzo di tre gemelli, il più giovane. Dopo aver studiato musica ed essersi cimentato come cantante di opera, all'età di tredici anni intraprese la carriera del body building. Era famoso sia per la sua massa muscolare, sia per la simmetria fisica sfoggiata in gara.
Dickerson entrò nel mondo delle competizioni nel 1965 dove disputò il concorso di Mr. Long Beach, piazzandosi terzo. Detiene due record: essere il primo afro-americano ad aver vinto il Mister Olympia ed essere il più anziano vincitore del titolo (lo vinse all'età di 43 anni).
Dickerson fu uno dei body buildier maggiormente titolati al mondo. Molte delle sue competizioni si svolsero negli anni 80. Venne introdotto nella IFBB Hall of Fame nel 2000.
Era anche gay, cosa nota nei circoli del bodybuilding ma di cui non parlava spesso pubblicamente all'apice della sua carriera. In seguito riconobbe che il suo orientamento sessuale, insieme all'essere nero, era una barriera.

## Lista delle gare di Bodybuilding
- 1966 Mr North America - AAU, 2°
- 1966 Mr New York State - AAU, Vincitore assoluto
- 1966 Mr Eastern America - AAU, Vincitore assoluto
- 1966 Mr Atlantic Coast - AAU, Vincitore assoluto
- 1966 Junior Mr USA - AAU, 1° e vincitore assoluto
- 1967 Mr California - AAU, 1°
- 1967 Mr America - AAU, 6° e 4° nel titolo assoluto
- 1967 Junior Mr America - AAU, 4th e 5° nel titolo assoluto
- 1968 Mr USA - AAU, 1° e 2° nel titolo assoluto
- 1968 Mr America - AAU, 3° e 3° nel titolo assoluto
- 1968 Junior Mr America - AAU, 3°
- 1969 Mr America - AAU, 2°
- 1969 Junior Mr America - AAU, 2°
- 1970 Universe - NABBA, pesi leggeri, 1°
- 1970 Mr America - AAU, 1° e vincitore assoluto
- 1970 Junior Mr America - AAU, 1° e vincitore assoluto
- 1971 Universe - NABBA, pesi leggeri, 1°
- 1973 Universe - NABBA, pesi leggeri, 1°
- 1973 Universe - NABBA, Vincitore assoluto
- 1973 Pro Mr America - WBBG, 1°
- 1974 Universe - Pro - NABBA, pesi leggeri, 1° e vincitore assoluto
- 1975 World Championships - WBBG, 2°
- 1975 Universe - Pro - PBBA, 2°
- 1976 Universe - Pro - NABBA, Short, 2nd
- 1976 Universe - Pro - NABBA, 3rd
- 1976 Olympus - WBBG, 4th
- 1979 Olympia - IFBB, Lightweight, 4th
- 1979 Grand Prix Vancouver - IFBB, 2nd
- 1979 Canada Pro Cup - IFBB, Winner
- 1979 Canada Diamond Pro Cup - IFBB, 2nd
- 1980 Pittsburgh Pro Invitational - IFBB, 2nd
- 1980 Olympia - IFBB, 2nd
- 1980 Night of Champions - IFBB, Winner
- 1980 Grand Prix New York - IFBB, Winner
- 1980 Grand Prix Miami - IFBB, Winner
- 1980 Grand Prix Louisiana - IFBB, 2nd
- 1980 Grand Prix California - IFBB, Winner
- 1980 Florida Pro Invitational - IFBB, Winner
- 1980 Canada Pro Cup - IFBB, Winner
- 1981 Professional World Cup - IFBB, 2nd
- 1981 Olympia - IFBB, 2nd
- 1981 Night of Champions - IFBB, Winner
- 1981 Grand Prix World Cup - IFBB, 2nd
- 1981 Grand Prix Washington - IFBB, Winner
- 1981 Grand Prix New York - IFBB, Winner
- 1981 Grand Prix New England - IFBB, 2nd
- 1981 Grand Prix Louisiana - IFBB, Winner
- 1981 Grand Prix California - IFBB, Winner
- 1982 Olympia - IFBB, Winner
- 1984 Olympia - IFBB, 11th
- 1990 Arnold Classic - IFBB, 8th
- 1994 Olympia - Masters 50+ - IFBB, 1st